# Speicher (Szwajcaria)
Speicher (gsw. Im Spiicher) – gmina (niem. Einwohnergemeinde) w północno-wschodniej Szwajcarii, w kantonie Appenzell Ausserrhoden. 31 grudnia 2014 liczyła 4179 mieszkańców. Do 1995 należała do okręgu Mittelland.